# Хоанг Тхань Чанг
Хоанг Тхань Чанг (вьет. Hoàng Thanh Trang; 25 апреля 1980, Ханой) — вьетнамская и венгерская шахматистка, гроссмейстер (2007).
Родилась в Ханое, в 10 лет переехала с семьёй в Будапешт.
В составах сборных Вьетнама и Венгрии участница 9-ти Олимпиад (1994—2002 — за Вьетнам и 2006—2012 — за Венгрию). В 1998 году одержала победу на чемпионате мира среди девушек до 20 лет.
Чемпионка Азии (2000) и чемпионка Европы (2013) по шахматам. В ноябре 2021 года в Риге она заняла 38-е место на турнире «Большая женская швейцарка ФИДЕ».
Хоанг Тхань Чанг имеет двойное гражданство Вьетнама и Венгрии.

## Изменения рейтинга
| График не отображается по техническим причинам. Чтобы исправить это, воспроизведите график в новом формате, если это возможно. |